# Гранбасси, Маргерита
Маргерита Гранбасси (итал. Margherita Granbassi, род. 1 сентября 1979 года) — итальянская фехтовальщица. Двукратный бронзовый призёр летних Олимпийских игр 2008 года в Пекине, трёхкратная чемпионка мира и двукратная чемпионка Европы по фехтованию.